# Viaduc de Martigues
Le viaduc de Martigues ou viaduc de Caronte est un viaduc autoroutier franchissant le canal de Caronte, à Martigues, dans les Bouches-du-Rhône. Il porte l'autoroute A55 et permet le franchissement de la passe reliant l'étang de Berre à la mer Méditerranée.

## Le viaduc
Sa construction commence en 1969 et se termine en 1972 ; le viaduc de Martigues est devenu un ouvrage d'art symbolique de la ville. Il supporte un trafic quotidien de 80 000 véhicules.

## Rénovation de 2012 à 2019
Après 40 ans d'utilisation, le viaduc de Martigues doit connaître des travaux de rénovation sur l’ensemble de sa structure : les parties en béton, en métal et les superstructures. Une rénovation du viaduc a été menée de janvier 2012 à 2015, et une seconde a débuté en 2017 pour s'achever en 2019.

## Caractéristiques
Le viaduc du type pont à béquilles a une longueur totale de 875 m. Il permet le passage d'un gabarit de 45 m. L'ouvrage principal est long de 300 m avec des travées successives de 85, 130 et 85 m. Le tablier qui supporte 2 × 3 voies (1 + 2 voies dans chaque sens), a une largeur de 30 m et une épaisseur qui varie entre 3,30 et 6 m.

## Galerie

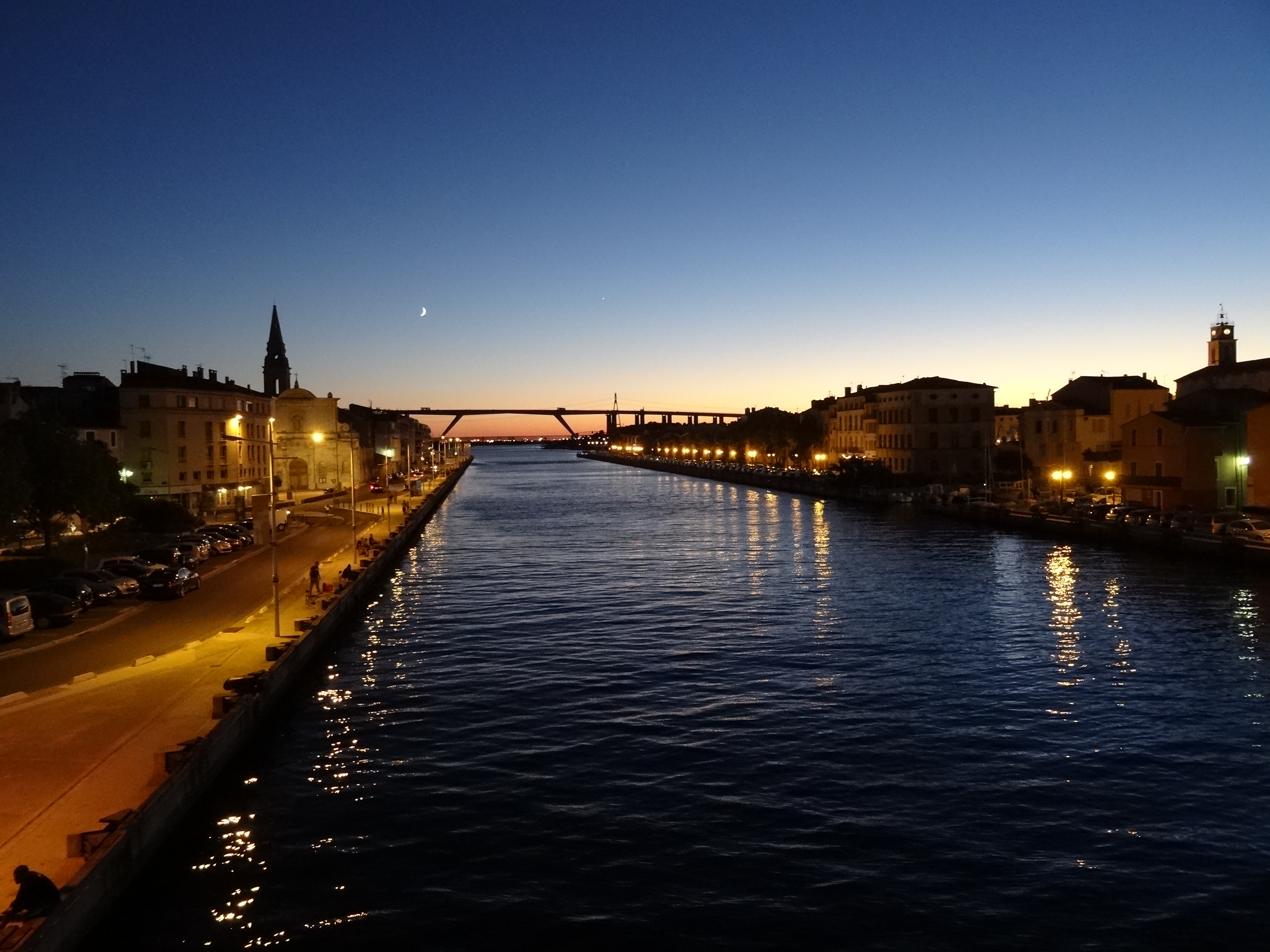
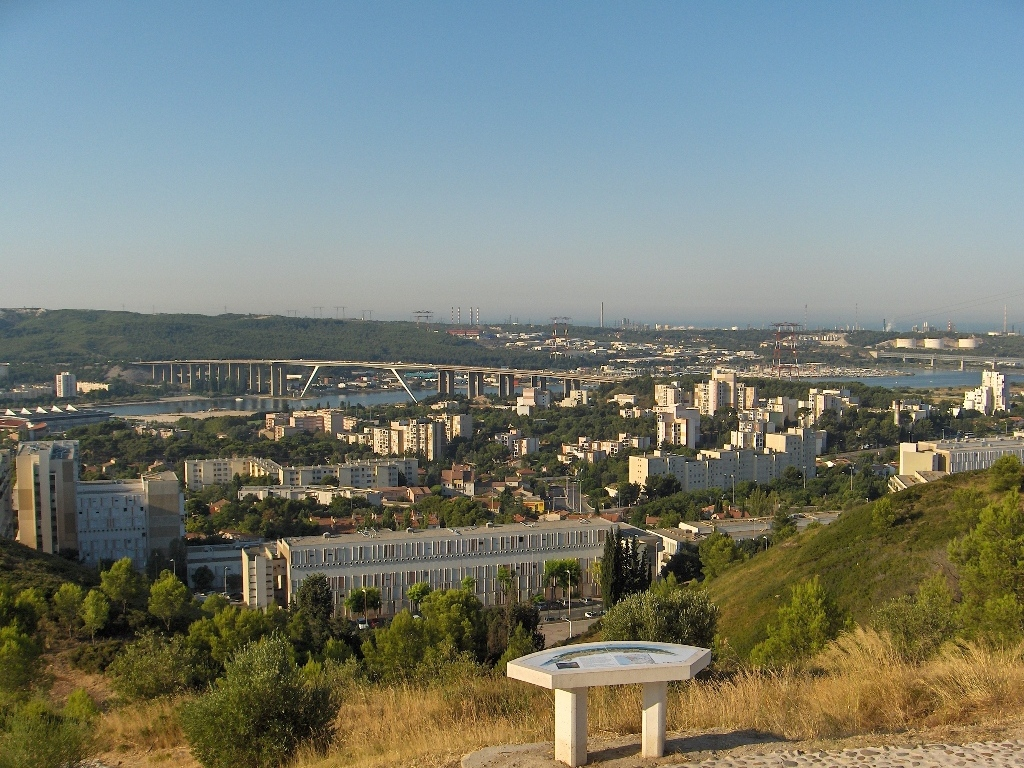
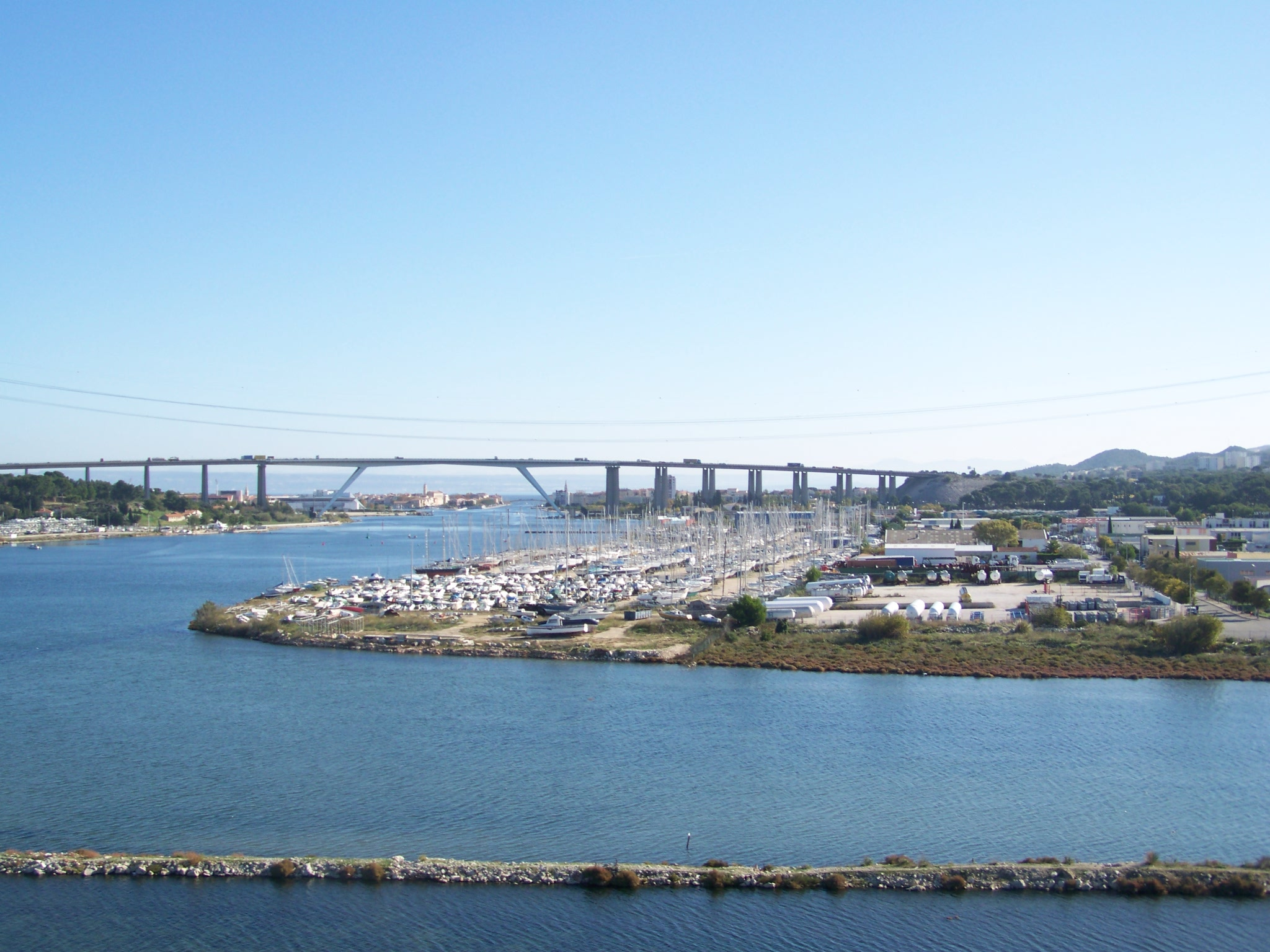
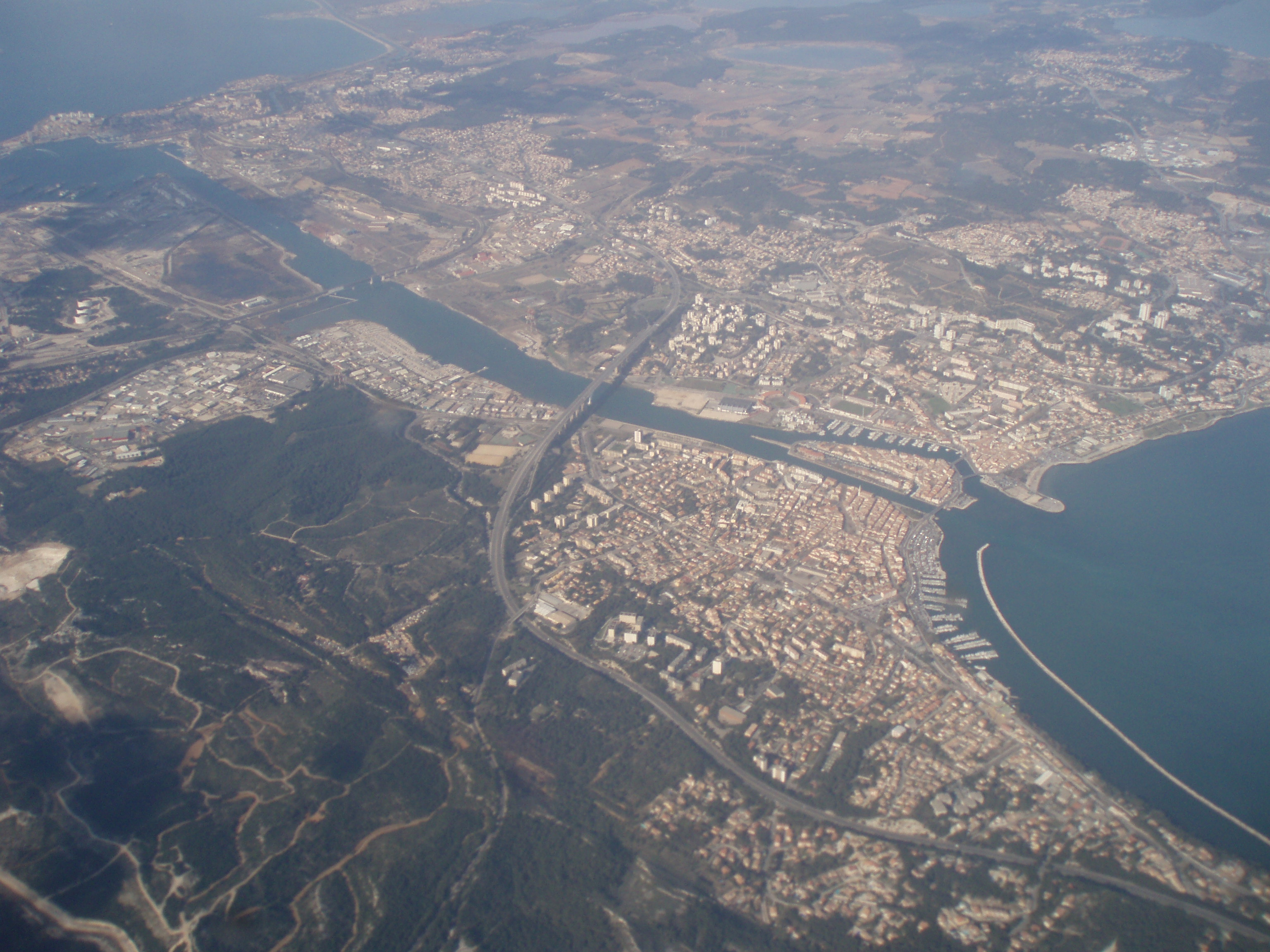